# Adaina microdactoides
Adaina microdactoides là một loài bướm đêm thuộc họ Pterophoridae. Nó được tìm thấy ở Luzon và Mindanao.
Sải cánh dài 13–14 mm. Con trưởng thành bay vào tháng 8 và tháng 11.

## Etymology
The name of the species reflects the resemblance to Adaina microdactyla, a species occurring commonly in quần đảo the.